# جائحة فيروس كورونا في أوزبكستان
تم تأكيد انتشار جائحة فيروس كورونا في أوزبكستان عندما تم تأكيد أول حالة لها في 15 مارس 2020. الحالة تعود لمواطن أوزبكي عاد من فرنسا. لدى وزارة الصحة الأوزبكية قائمة بالأشخاص الذين كانوا على اتصال بالمريض، مع خطط لحجرهم الصحي. بعد الإعلان عن الحالة، أعلن الرئيس الكازاخستاني قاسم جومارت توكاييف حالة الطوارئ في كازاخستان، وأغلق الحدود مع أوزبكستان على الفور.

## خلفية
في 12 يناير 2020، أكدت منظمة الصحة العالمية عن ظهور فيروس كورونا المستجد كسبب للمرض التنفسي الذي أصاب مجموعة من الأشخاص في مدينة ووهان، مقاطعة خوبي، الصين، إذ أُبلغ عنهم إلى منظمة الصحة العالمية في 31 ديسمبر 2019. كانت نسبة الوفيات بين الحالات المُشخصة بكوفيد-19 أقل بكثير من جائحة فيروس سارس في عام 2003، لكن انتقال العدوى كان أكبر، والوفيات أيضًا.

## الخط الزمني
في 28 فبراير 2020، علقت الخطوط الجوية الأوزبكية رحلاتها إلى جدة والمدينة المنورة.
في 13 مارس 2020، أوقفت أوزبكستان رحلاتها إلى فرنسا وإسبانيا والمملكة المتحدة.
في 15 مارس: أكدت أوزبكستان أول حالة إصابة بفيروس كورونا، وهو مواطن أوزبكي عائد من فرنسا. ونشرت وزارة الصحة الأوزبكية قائمة بالأشخاص الذين كانوا على اتصال بالمريض، مع خطط لحجرهم الصحي. بعد الإعلان عن الحالة، أعلن الرئيس الكازاخستاني قاسم جومارت توكاييف حالة الطوارئ في كازاخستان، وأغلق الحدود مع أوزبكستان على الفور.
في 22 مارس 2020، أمرت أوزبكستان الشركات في طشقند بالعمل عن بعد، وكذلك جعلت ارتداء أقنعة الوقاية إلزامية.
في 23 مارس 2020، أعلنت حكومة أوزبكستان أن إغلاق طشقند سيبدأ في اليوم التالي كمحاولة لاحتواء الفيروس المستجد.
في 27 مارس 2020، تم الإبلاغ عن أول حالة وفاة في البلاد؛ وهي حالة لإمرأة تبلغ من العمر 72 عامًا تعاني من أمراض مزمنة وتعاني من نوبة قلبية. ويبدو أنها أصيبت بالعدوى من ابنتها التي عادت مؤخراً من تركيا.
في 28 مارس 2020، تم تأكيد الوفاة الثانية. وهي حالة لطبيب يبلغ من العمر 39 عامًا كان على اتصال بـ "المريض رقم صفر"، الذي يبدو أنه أصابته العدوى. وقد دخل المستشفى في 26 مارس في حالة خطيرة وتوفي بعد ذلك بيومين، ليصبح ثاني مريض بالفيروس التاجي يموت في أوزبكستان.